# Rop Gonggrijp

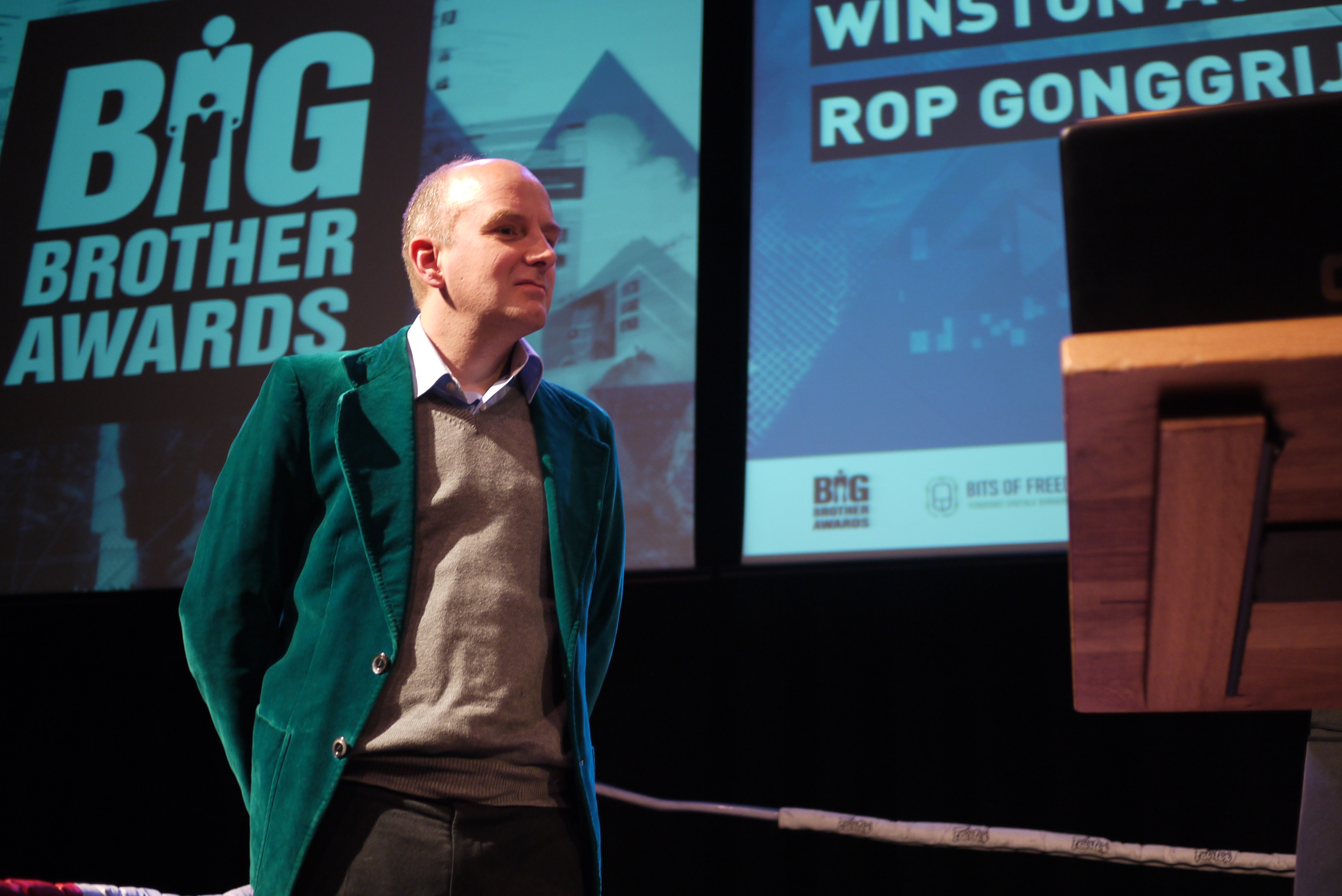
Rop Gonggrijp empfängt den Winston Award bei den Big Brother Awards 2010

Robbert (Rop) Valentijn Gonggrijp (* 14. Februar 1968 in Amsterdam) ist ein niederländischer Hacker, Unternehmer und zeitweiliger Mitarbeiter von WikiLeaks.

## Hackerkultur
Gonggrijp gehörte zu den Gründern des Hackermagazins Hack-Tic, das nach dem Vorbild der deutschen Datenschleuder von 1989 bis 1994 in Amsterdam erschien. 2005 trat er als Veranstalter der Hackerkonferenz What The Hack im niederländischen Liempde bei Boxtel auf. Er war bereits 1988 auf dem fünften Chaos Communication Congress des Chaos Computer Clubs vertreten. Nachdem er dort bereits 2005 einen Vortrag gehalten hatte, hielt er 2010 die Eröffnungsrede. Rop Gonggrijp wurde auch durch seine Arbeit für die Gruppe „Wij vertrouwen stemcomputers niet“ bekannt, die sich gegen den Einsatz von Wahlcomputern engagierte. So demonstrierte diese Gruppe beispielsweise mit dem Nedap-Hack Sicherheitsprobleme bei holländischen Wahlcomputern. Mit einer weiteren Gruppe gelang Gonggrijp dasselbe für indische Wahlcomputer.

## Unternehmerische Tätigkeit
1993 ging aus Hack-Tic die Gründung von XS4ALL, einer der ersten Internetdienstanbieter in Holland hervor. Das Unternehmen wurde 1998 an den Konzern KPN verkauft. Gonggrijp gründete 1997 ITSX, ein Unternehmen für Sicherheit in der Informationstechnologie, verkaufte es 2006 wieder und arbeitete ab 2001 an der Verschlüsselung von Mobiltelefonie, was zwei Jahre später zur Gründung der Berliner GSMK CryptoPhone führte, die abhörsichere Kommunikationsmittel vertreibt.

## WikiLeaks
Rop Gonggrijp war an dem Team von WikiLeaks-Mitarbeitern beteiligt, das 2010 in Island über mehrere Wochen hinweg mit der Bearbeitung des Videos Collateral Murder und der Vorbereitung seiner Veröffentlichung beschäftigt war. Er hatte Julian Assange bereits 2009 getroffen, Gemeinsamkeiten festgestellt und war mit ihm mehrere Wochen durch Asien gereist. Die journalistische Aufbereitung des Rohmaterials, das amerikanische Luftangriffe in Bagdad 2007 zeigt, und die Beschäftigung mit den Überlebenden und den Familien der Opfer erlebte er, wie er kurz danach auf seiner Homepage schrieb, als „hoch emotional und sehr intensiv“.
Mutmaßlich wegen dieser Arbeit war Rop Gonggrijp Anfang 2011 einer der Betroffenen eines im November des Jahres letztlich erfolgreichen Versuches der US-Regierung, mittels einer Subpoena persönliche Daten über ihn von Twitter zu erhalten.

## Auszeichnungen
Bei den niederländischen Big Brother Awards für 2010 in Amsterdam wurde Gonggrijp im März 2011 für sein Engagement für den Schutz der Privatsphäre und der Freiheit im digitalen Zeitalter mit dem Positivpreis Winston Award ausgezeichnet.